# مالچوو (استان لهستان بزرگ‌تر)
مالچوو (به لاتین: Malczewo) یک روستا در لهستان است که در گمینا نگخانووو واقع شده‌است.